# 두날리엘라과
두날리엘라과(Dunaliellaceae)는 녹조강 클라미도모나스목에 속하는 녹조류과의 하나이다. 15개 속에 67종으로 이루어져 있다.

## 하위 속
| - Apiochloris - Chloronephris - 두날리엘라속 (Dunaliella) - Hafniomonas - Hyaliella - Hyalocardium - Medusochloris - Papenfussiomonas | - Phyllocardium - Platella - Polytomella - Quadrichloris - Silvamonas - Spermatozopsis - Ulochloris |